# Invaders Must Die (singolo)
Invaders Must Die è un singolo del gruppo musicale britannico The Prodigy, pubblicato il 26 novembre 2008 come primo estratto dall'album omonimo.

## Pubblicazione
Il brano è stato annunciato dai The Prodigy il 26 novembre 2008, data nel quale è stato reso disponibile per il download gratuito attraverso il sito ufficiale del gruppo per un periodo di una settimana.
Il 30 novembre 2009 una nuova versione di Invaders Must Die, denominata Liam H Re-Amped Version, è stata pubblicata come ultimo singolo estratto dall'album.

## Video musicale
Il video mostra un uomo (interpretato dall'attore Noel Clarke) passeggiare per la campagna britannica, incontrando o creando il logo dei The Prodigy. L'uomo si addentra anche in una base militare abbandonata, nel quale appaiono per pochi secondi i componenti del gruppo, per poi venire localizzato da un militare. Al termine, l'uomo si ritrova bloccato all'interno di una delle fortezze marittime Maunsell.

## Tracce
CD promozionale (Regno Unito)
1. Invaders Must Die (Radio Edit) – 3:25

CD promozionale – Liam H Re-Amped Version (Regno Unito)
1. Invaders Must Die (Liam H Re-Amped Version) – 2:59

CD singolo (Regno Unito)
1. Invaders Must Die (Liam H Re-Amped Version) – 3:00
2. Mescaline – 4:59
3. Thunder (Arveene & Misk's Storm-Warning Remix) – 5:28
4. Invaders (Proxy Remix) – 4:04

7" (Regno Unito)
- Lato A

1. Invaders Must Die (Liam H Re-Amped Version) – 3:00

- Lato B

1. Thunder (Doorly Remix) – 4:22

Download digitale
1. Invaders Must Die (Liam H Re-Amped Version) – 2:59
2. Mescaline – 4:59
3. Thunder (Doorly Remix) – 4:21
4. Thunder (Arveene & Misk's Storm-Warning Remix) – 5:27

## Formazione
- Liam Howlett – sintetizzatore, programmazione, produzione, missaggio
- James Rushent – produzione aggiuntiva
- Neil McLellan – missaggio
- John Davis – mastering

## Classifiche
| Classifica (2009) | Posizione massima |
| ----------------- | ----------------- |
| Regno Unito       | 49                |
| Svizzera          | 62                |